# Synonymordbok
En synonymordbok är en ordbok där ord sorteras efter likhet. Emellertid har få ord exakt samma betydelse, och därför används synonymordböcker i praktiken snarare för att ta reda på distinktionen mellan likartade ord.
En synonymordbok inleds med ett alfabetiskt register över alla ord som ingår i verket. Registret åtföljs av ett numrerat lexikon där varje post redogör för likhet och distinktion mellan en grupp ord.
På många språk heter synonymordbok "tesaurus", från grekiska thesauros som betyder skattkammare eller förvaringshus för votivgåvor.